# Thomas-Morse MB-2
El Thomas-Morse MB-2 fue un caza biplano de cabinas abiertas fabricado por la estadounidense Thomas-Morse Aircraft para el Servicio Aéreo del Ejército de los Estados Unidos, en 1918.

## Diseño y desarrollo
El MB-2 fue diseñado por B. Douglas Thomas al mismo tiempo que estaba construyendo el MB-1. Propulsado por un motor Liberty 12-C de 400 hp con caja reductora de engranajes rectos y hélice bipala, el primero de dos biplanos biplaza voló en noviembre de 1918. Construido en madera con recubrimiento de tela, el ala superior disponía de largueros convencionales delantero y trasero, pero la inferior tenía además uno central adicional, junto con radiadores a ambos lados del fuselaje. Las alas eran de igual envergadura, sin decalaje y de dos vanos, aunque inicialmente se habían construido de uno solo (se modificaron al mostrar las pruebas estructurales una solidez insuficiente). Más tarde, este aparato matriculado 25806 fue provisto de un motor Liberty de 450 hp, hélice cuatripala y un nuevo sistema de radiador, pero las prestaciones continuaron siendo pobres.
El armamento previsto iba a ser de dos ametralladoras sincronizadas en el fuselaje delantero, una de 7,62 mm y la otra de 12,7 mm, además de otra móvil de 7,62 mm en un montaje anular operado en la cabina trasera.
El Ejército no se mostró impresionado por sus prestaciones y no realizó ninguna orden de producción. Ambos prototipos fueron más tarde desguazados, estando el segundo aún incompleto.

## Operadores
Estados Unidos
- Servicio Aéreo del Ejército de los Estados Unidos

## Especificaciones
Referencia datos: Angelucci, 1987. p. 420.

### Características generales
- Tripulación: Dos
- Longitud: 7,31 m
- Envergadura: 9,44 m
- Altura: 2,43 m
- Superficie alar: 30 m2
- Peso vacío: 929 kg
- Peso cargado: 1258 kg
- Planta motriz: 1× motor lineal V-12 refrigerado por agua Liberty L-12.
  - Potencia: 300 kW (400 hp)

### Armamento
- Ametralladoras: 

  - 2 de 7,62 mm (una de tiro frontal en el fuselaje delantero y la otra en montaje flexible en la cabina trasera) (previsión)
  - 1 de 12,7 mm (de tiro frontal en el fuselaje delantero) (previsión)

## Aeronaves relacionadas

### Secuencias de designación
- Secuencia MB-_ (interna de Thomas-Morse): MB-1 - MB-2 - MB-3 - MB-4 - MB-6 →